# Warmer in the Winter
Warmer in the Winter – czwarty album studyjny i pierwszy świąteczny album skrzypaczki Lindsey Stirling, wydany 20 października 2017 roku. Album składa się z dziesięciu świątecznych coverów i trzech oryginalnych utworów.

## Lista utworów
Wszystkie utwory dostępne są na iTunes.
| 1       | Dance of the Sugar Plum Fairy                           | 2:39  |
| 2.      | You’re a Mean One, Mr. Grinch (feat. Sabrina Carpenter) | 2:48  |
| 3.      | Christmas C’mon (feat. Becky G)                         | 3:50  |
| 4.      | Carol of the Bells                                      | 2:48  |
| 5.      | Angels We Have Heard on High                            | 4:22  |
| 6.      | I Saw Three Ships                                       | 2:35  |
| 7.      | Let It Snow                                             | 2:53  |
| 8.      | Warmer in the Winter (feat. Trombone Shorty)            | 2:55  |
| 9.      | What Child Is This                                      | 3:19  |
| 10.     | All I Want for Christmas                                | 4:05  |
| 11.     | Time to Fall in Love (feat. Alex Gaskarth)              | 2:56  |
| 12.     | Jingle Bell Rock                                        | 3:48  |
| 13      | Silent Night                                            | 3:54  |
| Długość | Długość                                                 | 42:52 |

### iTunes[5]Edycja rozszerzona
| 14      | I Wonder As I Wander                                | 4:26    |
| 15      | We Three Gentlemen (Medley)                         | 2:58    |
| 16      | Santa Baby                                          | 3:23    |
| 17      | Main Title From Home Alone (Somewhere In My Memory) | 3:59    |
| 18      | Hallelujah                                          | 3:18    |
| Długość | Długość                                             | 1:00:56 |